# Казанская церковь Николо-Шартомского монастыря
Казанская церковь Николо-Шартомского монастыря — храм РПЦ на территории Николо-Шартомского монастыря в селе Введеньё Шуйского района Ивановской области России, входящий в архитектурный ансамбль монастыря. Расположен в южной части ансамбля вдоль берега реки Молохта.
Памятник градостроительства и архитектуры (Постановление Совета Министров РСФСР № 1327 от 30.08.1960, Паспорт ОКН).

## История
Каменная Казанская церковь с трапезной была построена и освящена в 1678 году. Позже трапезная была разделена на три части; в самой южной из них устроена вторая церковь — Григория Акрагантийского, в связи с чем над трапезной была установлена вторая главка храма.
Архитектурно здание церкви представляет собой четверик тёплого храма, трапезную и придел. Церковь сооружена на подклети. Четверик перекрыт коробковым сводом с торцовыми лопатками и увенчан главой. Трехапсидный алтарь и трапезная по высоте вдвое ниже четверика храма. Своды трапезной крестовые, опираются на центральный столб. Вход в трапезную идет через крыльцо и перестроенное гульбище, находящееся с севера.
Над трапезной перекрытие аналогичное. В остальных — коробковые своды. Декор фасадов скромный: пилястры-лопатки связаны с формой конструктивных элементов и разделяют функционально разные помещения. Четверик завершен поясом закомар. Все сооружение завершается карнизом из трех рядов кирпичей с напуском. Цоколь храма украшен поребриком. Окна храма, апсида и подклети — полуциркульные без наличников, трапезная и придел — с фигурными наличниками. Западная стена Казанской церкви усилена контрфорсами.
Интерьер основного этажа Казанской церкви перекрыт поперечным лотковым сводом. Три арочных проема объединяют четверик с алтарной частью, перекрытой поперечным цилиндрическим сводом с лотками в торцах и конхами в апсидных нишах. Западная часть одностолпной трапезной перекрыта сложной системой коробовых сводов. В подклете своды коробовые, в западной части они опираются на мощный четырёхгранный столб. Существовавшие ранее коробовые своды над западным притвором утрачены. В 1858 году производилось обновление росписей Казанской церкви.
В 2009 году под руководством палехского иконописца Олега Шуркуса были проведены реставрационные работы интерьера, внутреннего и внешнего декора. В настоящее время храм имеет два придела: Казанской иконы Божией Матери и святого Григория Акрагантийского. Венчает его одна главка.